# حاجی‌آباد (زرین‌دشت)
حاجی‌آباد فارس مرکز شهرستان زرین‌دشت در استان فارس است که در سال ۱۳۷۹ با جدا شدن از داراب تاسیس شد، و گاهی‌اوقات نام خودِ زرین‌دشت نیز به آن اطلاق می‌شود که در استان فارس به حاجی‌آباد داراب يا حاجی‌آباد گلابی معروف است و مردم محلی زرین‌دشت و شهرستان‌های نزدیک و اطراف آن به آن حاج‌آباد نیز می‌گویند، شهریست که در دامنه وسیع دره‌ای در شمال شهرستان زرین‌دشت در بخش تقریبا جنوبی استان فارس قرار دارد و با شهرستان‌های داراب، فسا، جهرم و لارستان همسایه است.

## جمعیت
بر پایه سرشماری عمومی نفوس و مسکن در سال ۱۳۹۵ جمعیت این شهر ۲۱٬۶۷۵ نفر بوده‌است.

## جغرافیا
آب و هوای این شهر گرم و خشک می‌باشد.
پیشینه این شهر به دوره‌های ساسانی بر می‌گردد و آثار باستانی ای از قبیل «تل سفیدک» در مرکز این شهرستان که حاجی آباد نام دارد، وجود دارد.
سوغات اصلی زرین دشت خرما، نان محلی، حلوای خرما، و نظایر این می‌باشد. شهرستان زرین دشت که مرکز اصلی این شهرستان حاجی‌آباد نام دارد، دارای دو شهر به نام‌های شهرپیر و دبیران بوده از لحاظ تقسیم‌بندی جغرافیایی دارای دو بخش مرکزی و ایزدخواست تقسیم‌بندی می‌گردد. از دهستانهای این شهرستان خسویه و زیراب و درهشور و روستاهای متعددی در اطراف حاجی‌آباد است که همگی در محدودهٔ شهر حاجی‌آباد می‌باشد. شغل اکثریت مردم این روستاها کشاورزی در امور گندم، جو، پنبه، هندوانه، خربزه، خیار و… می‌باشد.

## ویژگی‌های جغرافیایی حاجی‌آباد
شهر حاجی‌آباد در جنوب شرقی فارس و در دامنه ارتفاعات کوه مورتاخی در انتهای رشته کوه زاگرس در جنوب شرقی استان فارس واقع شده‌است. این شهر در مختصات ۵۴ درجه و ۲۵ دقیقه طول شرقی و ۲درجه و۲۱ دقیقه عرض شمالی از نصف النهار گرینویچ قرار دارد. ارتفاع متوسط شهر از سطح دریا ۱۱۰۰ متر و فاصله این شهر تا داراب ۶۰ کیلومتر و تا شیراز مرکز استان ۲۷۰ کیلومتر است.
از نظر تقسیمات اقلیمی حاجی‌آباد دارای آب و هوای گرم و خشک بیابانی می‌باشد، اما با توجه به اینکه در منطقه کوهستانی زاگرس چین‌خورده قرار دارد، آب و هوای این منطقه چهارفصل و بصورت فصلی بسیار متغیر است به‌طوری‌که دمای هوا در ظهرهای تابستان بین ۴۰ تا ۴۵ درجه سانتی گراد قرار دارد و ثبت رکورد دمای ۵۲ درجه نیز داشته است. اما در زمستان، بسته به میزان بارندگی سالانه، متوسط دما بین ۵ تا ۱۳ درجه قرار دارد و در ساعاتی از روز گاها تا منفی پنج درجه سانتی گراد و حتی گاهی کمتر از آن نوسان پیدا می‌کند.
از نظر بارندگی این منطقه در شمار مناطق کم بارش قرار دارد، برخلاف آنکه تا دهه هشتاد شمسی، این منطقه جز مناطق پربارش و سیل‌خیز گرمسیر استان فارس بود، اما در سالیان اخیر متوسط بارندگی سالیانه به حدود ۲۵۰ تا ۳۰۰ میلی‌متر کاهش پیدا کرده که این نزولات، بیشتر در فصل زمستان، به صورت بارش باران و تگرگ و مقدار کمی در فصل تابستان به صورت بارش‌های موسمی به‌همراه وزش بادهای سنگین می‌باشد که سابقه بارش تگرگ سنگین نیز به‌همراه آن وجود دارد؛ همچنین اهالی آن به ندرت شاهد بارش برف هستند، به‌نحوی که گاها تا چندین سال متوالی خبری از بارش برف در آنجا نیست؛ همچنین بارش هر برف آن نیز سنگین و پایدار نبوده و نهایتا پس از چند ساعت تا حداکثر یک شب پس از بارش، برف از سطح زمین و کوه‌ها محو می‌شود.
رشته کوه‌های این منطقه ادامه رشته کوه زاگرس بوده و بلندترین کوه‌های منطقه، کوه گچ مزایجان، سیاه‌کوه حاجی‌آباد و قلعه‌دیز حاجی‌آباد می‌باشد.
پوشش گیاهی دامنه‌های آن به‌علت گسترش زمین‌های کشاورزی، گسترش باغات شخصی و تفریحگاه‌های خصوصی خارج شهر، رشد دامداری، حفر بی‌رویه چاه و کاهش منابع آبی زیرزمینی، خشک‌سالی و...، تقریبا از بین رفته، به‌طوری که جنگل‌های کوچک و کوهستانی منطقه، به مانند جنگل پوزه چاه‌سبز، جنگل آسیاب خان، جنگل‌های سِدر و کُنار دشت عبدالحسینی و دشت خاک، بطور کامل از بین رفته است؛ همچنین جنگل بندشت و گلکان نیز در سالیان اخیر رو به انقراض قرار داشت اما با جلوگیری از قطع بی‌رویه درختان و آغاز درختکاری در آن منطقه، در سال‌های اخیر تا حدودی احیاء شده‌است، همچنین با جلوگیری از گسترش زمین‌های زراعی و گسترش جنگلبانی در منطقه و همچنین آغاز درختکاری توسط مردم منطقه و شوراهای محلی، دامنه‌ها و تنگه‌های زرین‌دشت و جنگل‌های از بین رفته آن نیز درحال بازیابی پوشش گیاهی خود است و کوشش‌های زیادی برای نجات طبیعت منطقه در حال انجام است. هم‌اکنون نیز درختانی چون کُنار، انجیر، زیتون، توت و شاتوت، بادام کوهی، بنه، بید، نخل و درختچه‌هایی چون تنگز، کُره گز، بلک، گینه و همچنین انواع مختلفی از گیاه‌های مختلف مانند ریحان و تخم ریحان، تخم شربتی، خاکشیر، تخم کتان، کاسنی، کیالک، آویشن و آویشن وحشی، مروک، انغزه، پونه، بابونه، گرگاز، سرزردو، محک، گل گاوزبان کوهی، چای کوهی، خارشتر، ونگو، گل ترشک، خرفه، اسپند و انواعی از گیاهان دارویی ارزشمند و کمیاب و گل‌هایی مانند گل نرگس، گل محمدی، گل رز، گل رز سفید، گل بنفشه، گل شقایق، گل پیچک، گل کاغذی، آلوورا و... بسته به فصول مختلف هرکدام، در کوه‌ها و دشت‌های زرین‌دشت به‌وفور یافت می‌شود، همچنین انواعی از قارچ‌های محلی، قارچ‌های وحشی خوراکی و همچنین دنبلان کوهی يا قارچ ترافل نیز در آن منطقه وجود دارد، که برخی سفید رنگ یا قهوه‌ای، و برخی دیگر به رنگ قرمزند که حاوی مواد معدنی فراوان همچون فلز مس‌اند و قیمت بالایی دارند.
علاوه بر آن‌ها، صمغ‌هائی چون گیزه و سقز که کاربردهایی در صنایع دارند نیز در زرین‌دشت به‌وجور یافت می‌باشد.
دراین کوه‌ها پرندگان گوناگونی از قبیل کبک، تیهو، کبوتر، کلکلاتی یا چکاوک، بلبل، مرغ شاخدار، و تعداد محدودی شاهین، جغد، عقاب و جانورانی از قبیل گرگ، روباه، خرگوش، شغال، کفتار، جوجه‌تیغی، چوله و گراز وحشی و البته به تعداد محدودی حیوانات دیگری همچون قوچ وحشی، میش وحشی و بز کوهی نیز به‌چشم می‌خورند، همچنین خزندگانی به مانند انواعی از مار و سوسمارها و همچنین در کنار برخی برکه‌ها و چشمه‌ها و... انواعی از ورغ‌ها نیست دیده می‌شوند؛ و همچنین به گزارش مردم محلی میانسال، این منطقه در دهه‌های پیشین یکی از زیستگاه‌های یوزپلنگ ایرانی بوده که البته از مشاهده شدن آخرین یوزپلنگ ایرانی در آنجا سالیان سال می‌گذرد.
عمده‌ترین محصولات این منطقه گندم، جو، خرما، پنبه، یونجه و صیفی‌جات و تره‌باری به‌مانند خیار، گوجه، بادمجان، کدو، بامیه، پیاز و... می‌باشد.
خاک این منطقه برای کشاورزی و باغداری بسیار مرغوب است و عمل کشاورزی به صورت دیمی و آبی همراه با کاشت و برداشت نیمه مکانیزه انجام می‌گردد و حدود ۱۵ تا ۲۰ درصد از مردم منطقه به این کار اشتغال دارند که البته درسالیان اخیر به علت خشکسالی و پیشگیری دولت از نابودی جنگل‌ها و دشت و دامنه‌ها و به‌موجب آن، عدم اجازه گسترش زمین‌های کشاورزی و عدم صدور مجوز حفر چاه آب جدید و نامرغوب شدن زمین‌های کشاورزی موجود به علت کشاورزی مکرر و بی‌وقفه در آن‌ها و کاهش شدید منابع آب زیرزمینی، کشاورزی از رونق سابق خود تا حدودی فاصله گرفته و بیشتر کشاورزان محلی به مشاغل دیگری به‌مانند دامداری، گاوداری، مرغداری، پرورش شتر، بوقلمون، شترمرغ، بلدرچين و... رو آورده‌اند.
خرمای زرین‌دشت به خرمای سرمارَس معروف است، چراکه که به علت سردتر بودن آب و هوای آن نسبت به مناطق گرمسیری دیگر، به مانند جهرم فارس، استان‌های هرمزگان، بوشهر و...، خرمای آن گاها تا دو ماه دیرتر، یعنی گاهی در اواخر مهرماه يا اوایل آبان‌ماه بدست می‌آید، اما به علت مدت طولانی‌تر در رسیدن آن، معمولا از عطر و طعم بسيار مرغوب و بی‌نظیری برخوردار است و بسیار پرطرفدار است، به‌عنوان نمونه، خرمای گران قیمت پیارُم زرین‌دشت، برخلاف سایر خرماها که طبع بسیار گرمی دارند، به داشتن طبعی خنک و متعادل، و طعمی عسلی معروف است؛ البته این دیرتر بدست آمدن خرما در این منطقه، معمولا با چالش‌هایی به مانند بارش باران و تگرگ تابستانی يا سرمازدگی و یخ زدن شبنم بر روی خرما يا احتمال بیشتر آفت‌زده شدن همراه است که هر یک می‌تواند برداشت خرمای یک سال منطقه را نابود کند.
همچنین مرکباتی به‌مانند نارنج، لیمو، لیمو شیرین، بکرایی، پرتغال، نارنگی نیز درکنار انگور، انار، سیب ترش و آلو ترش در این منطقه برداشت بسيار خوبی دارد اما به‌علت مصرف آب زیاد این محصولات، خشکسالی و گرم‌تر شدن هوای منطقه در دهه اخیر، جلوی کاشت آنها گرفته شده و دیگر باغی برای آن‌ها وجود ندارد اما خیلی از ساکنین در حیات خانه خود همچنان به برداشت این محصولات به جهت مصارف خانگی و شخصی مشغولند.
از جمله چشمه‌های موجود در حاجی‌آباد می‌توان به چشمه نینه، سیته، راجونه، یاره و تنگ الحد نام برد که آب آن به دشت یا بین دشت آن انتقال داده می‌شود که هنوز بقایای موجود از چوی آب از جنس ساروج و استخرهای ذخیره آب و بندهای کوچک سنگی موجود است، همچنین وجود چند رشته قنات در قسمت‌های غربی وشرقی حاجی‌آباد امروزی که هر دو منتهی به دو محل باستانی که به تل سفیدک مشهور است می‌شده‌است که به عنوان آثار زرتشتیان معروف است وجود دارد. آب قنات معروف به «سته» یا «سیته» در جنوب حاجی‌آباد هنوز جاری و مورد استفاده می‌باشد. از شواهد موجود می‌توان نتیجه گرفت که در دوران باستان از دامنه‌های سیاه کوه و گلوگاه در غرب شهرستان تا حاجی طاهره در شرق شهرستان محلی مناسب و بسیار خوش آب و هوا برای سکونت بوده‌است و بقبای مراکز مذهبی متعددی از زرتشتيان در این منطقه وجود دارد. همچنین سدهای خاکی و سیمانی این منطقه به گردش طبیعت آن افزوده‌است.

## صنایع دستی در منطقه حاجی‌آباد
- قالی بافی و گبه بافی:

نقشه یا بقول معروف (هورهایی) که زنان در قالی بافی و گبه بافی استفاده می‌کردند عبارت است از (لچک، سه شاهی، دوازده شاهی، کله اسبی، عربی، چهارچشم، اژدر، شاه نشین، دست پاک، لورودونی و …)
ساخت ظروف برگ‌های خرما و چوب بادام کوهی به نام (گیره و گُلت، تکل، سپ، گاله خورده)